# Paeonia lactiflora 'Zi Fu Rong'
Paeonia lactiflora 'Zi Fu Rong' (англ. Purple Lotus, кит. 紫芙蓉, пиньинь zǐ fú róng) — созданный в Китае сорт пиона молочноцветкового (Paeonia lactiflora).

## Биологическое описание
Многолетнее травянистое растение.
Цветки анемоновидные, пурпурно-розовые (RHS 70B), ароматные, 14×9 см.
Генетически близок 'Da Hong Bao', 'Sarah Bernhadt', 'La Tendresse' и 'Zi Feng Chao Yang'.

## В культуре
Сорт раннецветущий, относительно высокий.
USDA-зоны: 4—8.
Условия культивирования см: Пион молочноцветковый.